# Jomtien
La plage de Chomthian (จอมเทียน - RTGS chomthian) ou appelée Jomtien Beach (หาดจอมเทียน, Hat Chom Tian), ou simplement Jomtien est la plus remarquable des plages au sud de Pattaya. Située à quatre kilomètres au sud de cette ville, dans la province de Chonburi, elle est longue de six kilomètres en ligne droite.
C'est le paradis des amateurs de sports nautiques, en majeure partie parce qu'elle bénéficie de vents vifs et frais venus du Golfe de Thaïlande et soufflant vers les terres, et du fait que les mers sont moins chargées de bateaux que dans la Baie de Pattaya.
Chomthian est également une zone résidentielle importante comportant des hôtels en bord de mer, des complexes de bungalows, des propriétés et des restaurants.